# Familie Moreau (beeldhouwers)
De familie Moreau is een belangrijke dynastie van Franse beeldhouwers uit de 19e eeuw en begin 20ste eeuw, die aanvankelijk  afkomstig waren uit Dijon, in Bourgondië, maar die zich daarna in Parijs gevestigd hebben.

## Samenstelling

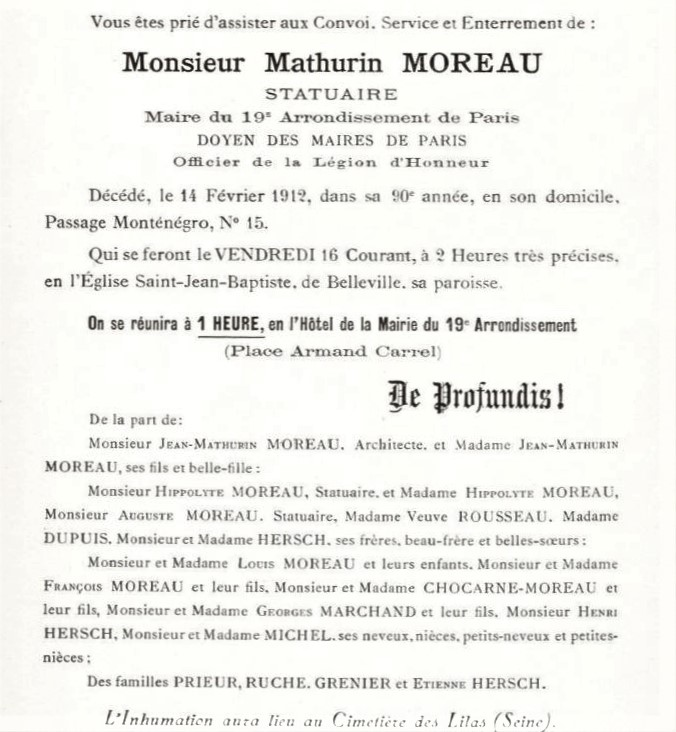
rouwbrief Mathurin Moreau

De Moreau-dynastie bestaat uit:

##### 1e generatie
- Jean-Baptiste-Louis-Joseph Moreau (Dijon 1797 – Dijon 1855)

##### 2e generatie: de zonen van Jean-Baptiste-Louis-Joseph Moreau
- Mathurin Moreau (Dijon 1822 - Parijs 1912)
- Hippolyte Moreau (François Hippolyte Moreau)(Dijon 1832 - Neuilly 1927)
- Auguste Moreau (Mathurin Auguste Moreau) (Dijon 1834 - Malesherbes 1917)[3]

##### 3e generatie: de zonen van Auguste Moreau
- Louis Moreau (Louis Auguste Moreau)[3](Parijs 1855 - Montgeron 1919)
- François Moreau (Hyppolyte François Moreau)  (Parijs 1858 - Parijs 1930)

##### 4e generatie: de zoon van François Moreau
- Edmond Moreau-Sauve (Edmond Hippolyte Moreau)(Parijs 1881 - Kemmel 1914)[4][1]

Het overlijdensbericht van Mathurin Moreau geeft een indicatie van de gebruikelijke voornamen van de meeste leden van de familie Moreau.

## Artistieke productie
Met uitzondering van de werken van Jean-Baptiste-Louis-Joseph Moreau, is de gelijkenis van stijl en  behandelde onderwerpen binnen de dynastie opmerkelijk.
De meeste werken zijn in art-nouveaustijl met bloemmotieven en ornamenten. De onderwerpen zijn vooral vrouwen, meisjes, kinderen en historische en allegorische figuren.
Zowel het omvangrijk oeuvre als de distributie van hun kunst- en decoratieve objecten in brons, marmer, biscuit, spelter maakt dat deze beeldhouwers tot de meest productieve uit hun periode behoren.
Mathurin Moreau was in de eerste plaats een monumentaal beeldhouwer, maar maakte ook kleinere beelden. 

## L. & F. Moreau
De beelden en voorwerpen die de signatuur of stempel "L. & F. Moreau" dragen zijn werken afkomstig uit het de partnerschap "Louis & François Moreau", opgericht door de broers Louis Moreau en François Moreau voor de industriële reproductie van kunstwerken van de familie Moreau.    
Deze reproducties werden vooral gemaakt in spelter, een goedkope en gemakkelijk te produceren zinklegering, aan de hand van een mal waaruit meerdere kopieën konden gemaakt worden. Het spelter kreeg een buitenlaagje in brons of een laag verf in bronskleur of andere kleuren. Van hogere kwaliteit waren hun reproducties in biscuit en brons.    
"L. & F. Moreau" wordt als signatuur of als producent vermeld. In dit laatste geval staat als signatuur Louis of François Moreau, Auguste Moreau, Hippolyte Moreau, Mathurin Moreau of gewoon Moreau. Deze industriële beelden zijn geen namaak, maar "originele" reproducties. Unieke beelden van een van de leden van de familie Moreau zijn zeldzaam.
Na het overlijden van François Moreau bleef het atelier nog enige tijd verder gaan met reproduceren, weliswaar met de vermelding "France" in de stempel. 
Op te merken valt dat  Mathurin Moreau, zijn kleinere bronzen beelden zelf op relatief grote schaal liet gieten door de gieterij Val d'Osne, waarvan hij een kleine aandeelhouder was.
De andere leden van de familie Moreau werkten voor hun bronzen beelden vooral met gekende Parijse gieterijen zoals Barbedienne en Siot-Decauville.

## Kunstschilders in de familie Moreau
De kunstschilder Paul Chocarne-Moreau was een kleinzoon van Claude Augustine Virginie Moreau (1799-1852, de zuster van Jean-Baptiste-Louis-Joseph Moreau. Zij was gehuwd  met Pierre Chocarne, een kruidenier. Hun zoon  was de kunstschilder en docent schilderkunst Louis Victor Chocarne.  Paul Chocarne-Moreau was dus een achterneef van Mathurin Moreau, die getuige was op zijn huwelijk. Hij staat vermeld op zijn rouwbrief.     
De kunstschilder Gaston Moreau (Auguste Gaston Bernard Moreau Parijs 17-02-1885 - Bayonne 15-5-1980) was een zoon van Louis Moreau.
Er is een kunstschilder met de naam François Moreau, die actief was op het einde van de 19de en begin van de 20ste eeuw. Hoewel zijn werken soms toegekend worden aan de beeldhouwer François Moreau, zijn er hierover geen sluitende bronnen. Andere bronnen vermelden Fouchambault als geboorteplaats van deze kunstenaar, ook hiervan, zijn er geen bronnen vermeld.

## Verwarring en vervalsingen
De terugkerende voornamen binnen de familie Moreau zorgen voor moeilijkheden en fouten in de toeschrijving. Bovendien is op sommige beelden en voorwerpen enkel de familienaam vermeld.
De massale reproducties door het partnerschap L. & F. Moreau, verdergezet na het overlijden van François met de stempel "France", met diverse signaturen van de familie Moreau, zorgen eveneens voor verwarring.   
Een aantal gieterijen uit Frankrijk en andere landen specialiseerden zich in de reproductie van de werken van de familie Moreau. 
Bekend zijn de reproducties door de gieterij J.B. Hirsch uit New York, die originele mallen uit Frankrijk, die tijdens de Tweede Wereldoorlog verborgen werden, wist te recupereren. Het bedrijf maakte industriële reproducties ("exemplaires" genoemd) in spelter tot in de jaren '80, evenwel dikwijls geantedateerd naar een vooroorlogse datum.
Verder is er sprake van een grote circulatie op de kunstmarkt van vervalsingen en reproducties van minderwaardige kwaliteit van de werken van de familie Moreau, met imitaties van hun handtekeningen.
De laatste decennia is er een massale invoer uit Chinese ateliers.
Er zijn geen banden bekend met  François Clément Moreau (Parijs, 17 oktober 1831 - Parijs, 12 juni 1865), een beeldhouwer die actief was in de zelfde periode.  Ook met deze beeldhouwer is er verwarring.  